# Königsfeld (Mecklembourg)
Pour les articles homonymes, voir Königsfeld.
Königsfeld est une municipalité allemande du land de Mecklembourg-Poméranie-Occidentale et l'arrondissement du Mecklembourg-du-Nord-Ouest. En 2012, elle comptait 964 hab.